# Pierre Le Bourgeois
Pour les articles homonymes, voir Lebourgeois.
Pierre Le Bourgeois (aussi écrit Lebourgeois), né le 13 septembre 1879 à Dieppe et mort le 27 février 1971 à Sainte-Maxime, est un architecte français.

## Biographie
Issu d'une famille normande de grands notables, Pierre Le Bourgeois étudie à l’École des beaux-arts de Paris, où il se lie d'amitié avec Louis-Hippolyte Boileau. Pierre Le Bourgeois s'installe à Nancy en 1907, où il épouse Marie-Louise Simon-Vilgrain (1887-1988), d'une famille ancienne et notable de Metz, puis de Nancy, propriétaire des Grands-Moulins de Nancy.
Durant la Première Guerre mondiale, Pierre Le Bourgeois, officier de réserve du Génie, est envoyé en mission en Russie (1917), puis aux États-Unis, comme président du "Traffic executive of the allies" (1918). Ses services lui vaudront d'être fait officier de la Légion d'honneur, de l'ordre de l'Empire britannique et de l'ordre de Saint-Constantin le Grand (Russie).
Après la Grande Guerre, Pierre Le Bourgeois devient membre du Comité de reconstitution des régions éprouvées par la guerre depuis 1917 et un des architectes de la Reconstruction en Meurthe-et-Moselle. 
Avec son ami Boileau, il gagne le concours pour la reconstruction de Longwy avec un plan qui sert en 1921 de modèle pendant la vote sur la première loi d’urbanisme en France. 
En 1919-1921, Il est l'architecte de la reconstruction d'Ancerviller et d'Halloville, village transféré des hauteurs à la plaine, dont il signe, avec l'architecte départemental Deville, le plan d'aménagement.
En 1922, il devient l'architecte communal de Longwy (avec Jean Zimmermann) et architecte des Monuments Historiques du département chargé de l’arrondissement de Briey. Avec Boileau ou Zimmerman, il reconstruit plusieurs églises dans l'arrondissement. En 1930 il est nommé Professeur et Chef d’atelier à l'école spéciale d'architecture de Paris. Après la Seconde Guerre mondiale, il participe à la reconstruction du Havre. 
En 1953, il devient membre de l'Académie d'architecture.

## Œuvres
Parmi les réalisations de Pierre Le Bourgeois, on trouve
- en 1913, l'immeuble de L'Est républicain à Nancy, de style École de Nancy par ses matériaux et sa tour d'angle mais de style années 1920 dans l'ornementation et la composition en arc de triomphe[9].
- En 1921, il entreprend la restauration du château de Montaigu, victime d'un incendie, où il démontre sa parfaite maîtrise de l'héritage classique.
- En 1926, il crée le bâtiment des Magasins réunis à Nancy (Printemps et Fnac au début du XXIe siècle) de style Art déco (division verticale, symétrie, rythme ternaire).
- En 1928, toujours dans le style Art Déco, il est chargé de la conception du siège des grands bureaux des Aciéries de Longwy.
- Il crée l'immeuble Art déco du cours Notre-Dame, 35 rue de la Ravinelle à Nancy.

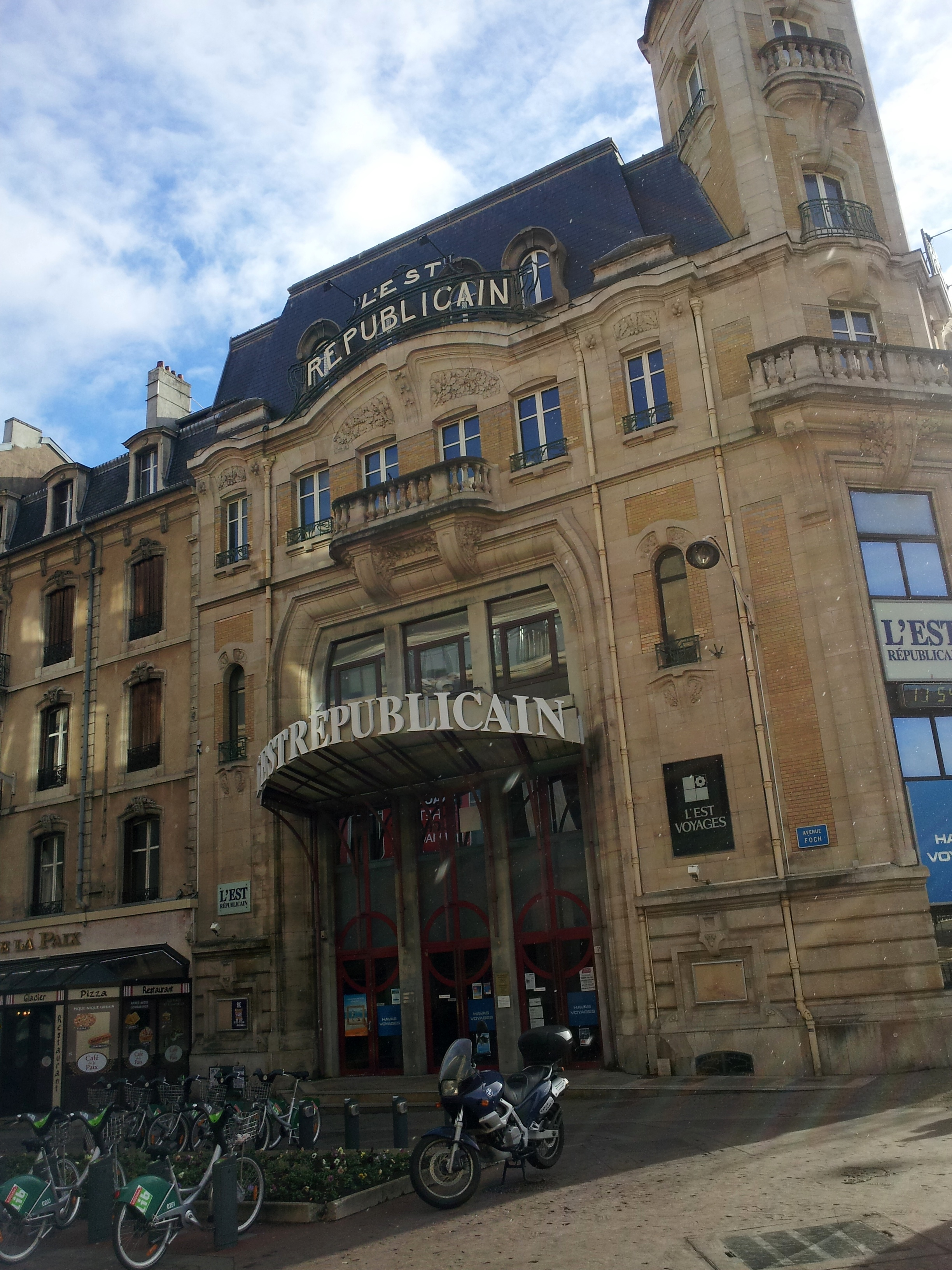
ancien siège du journal L'Est républicain, avenue Foch à Nancy
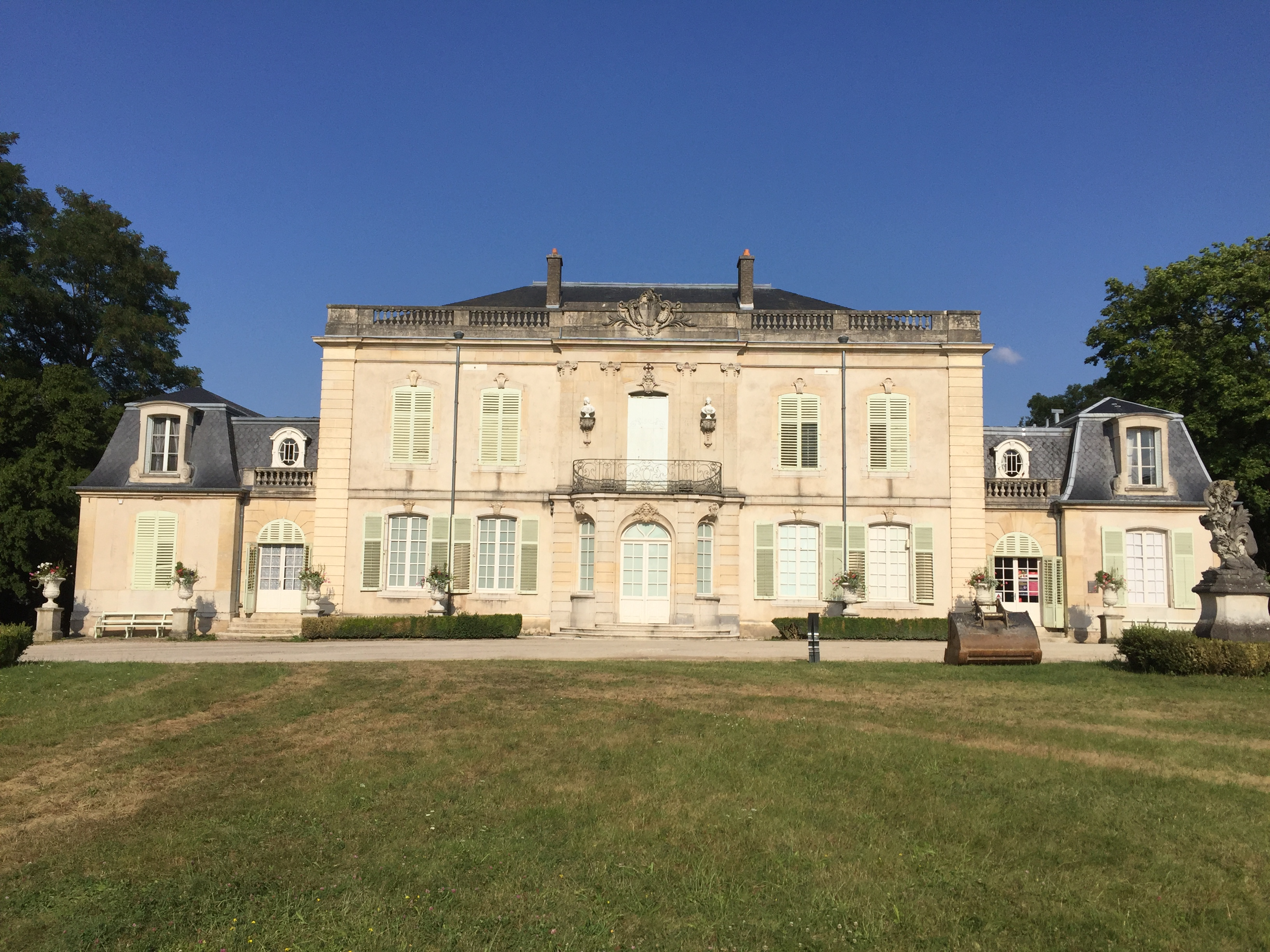
château de Montaigu à Jarville-la-Malgrange
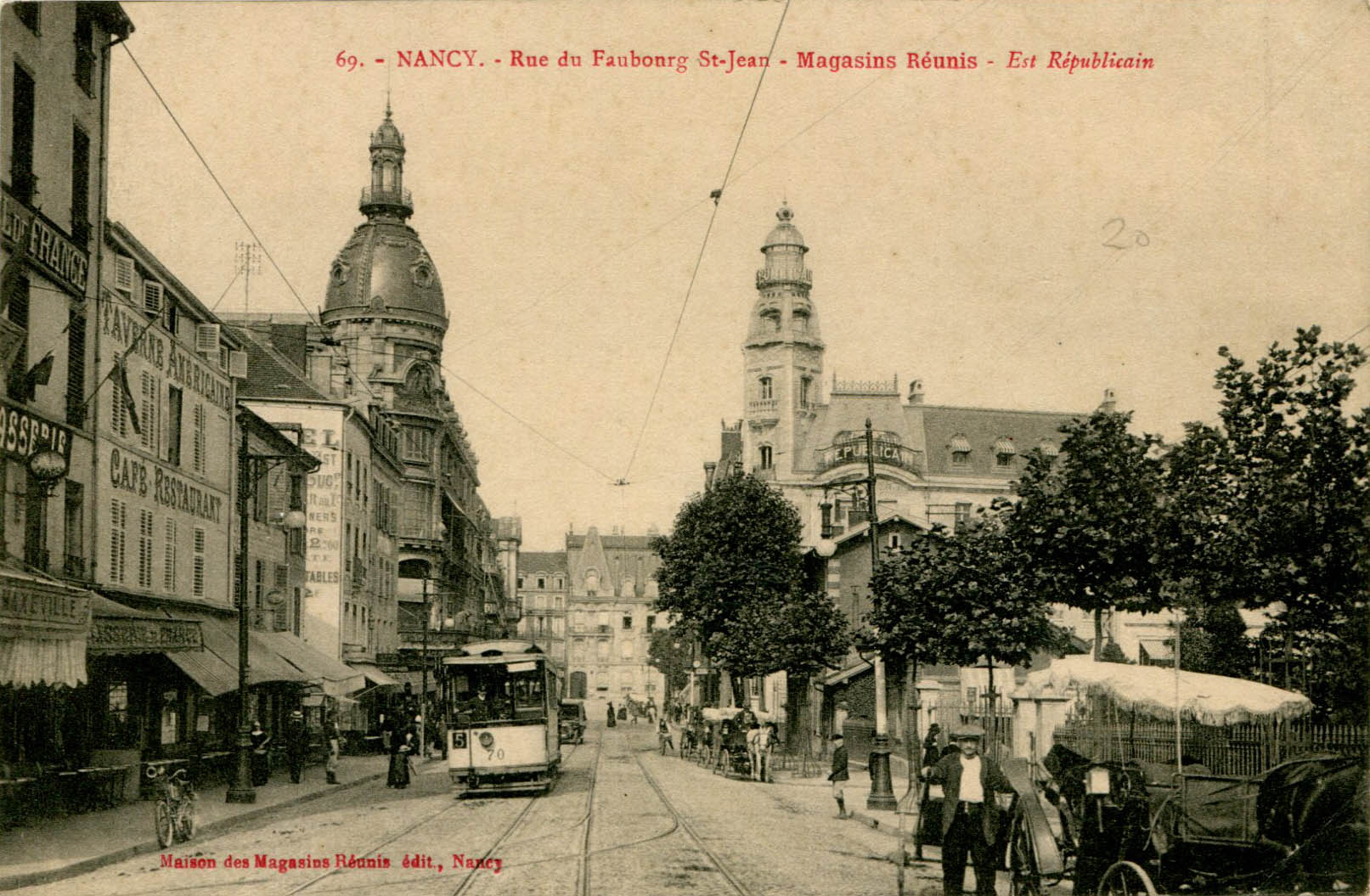
Les Magasins réunis (à gauche) à Nancy
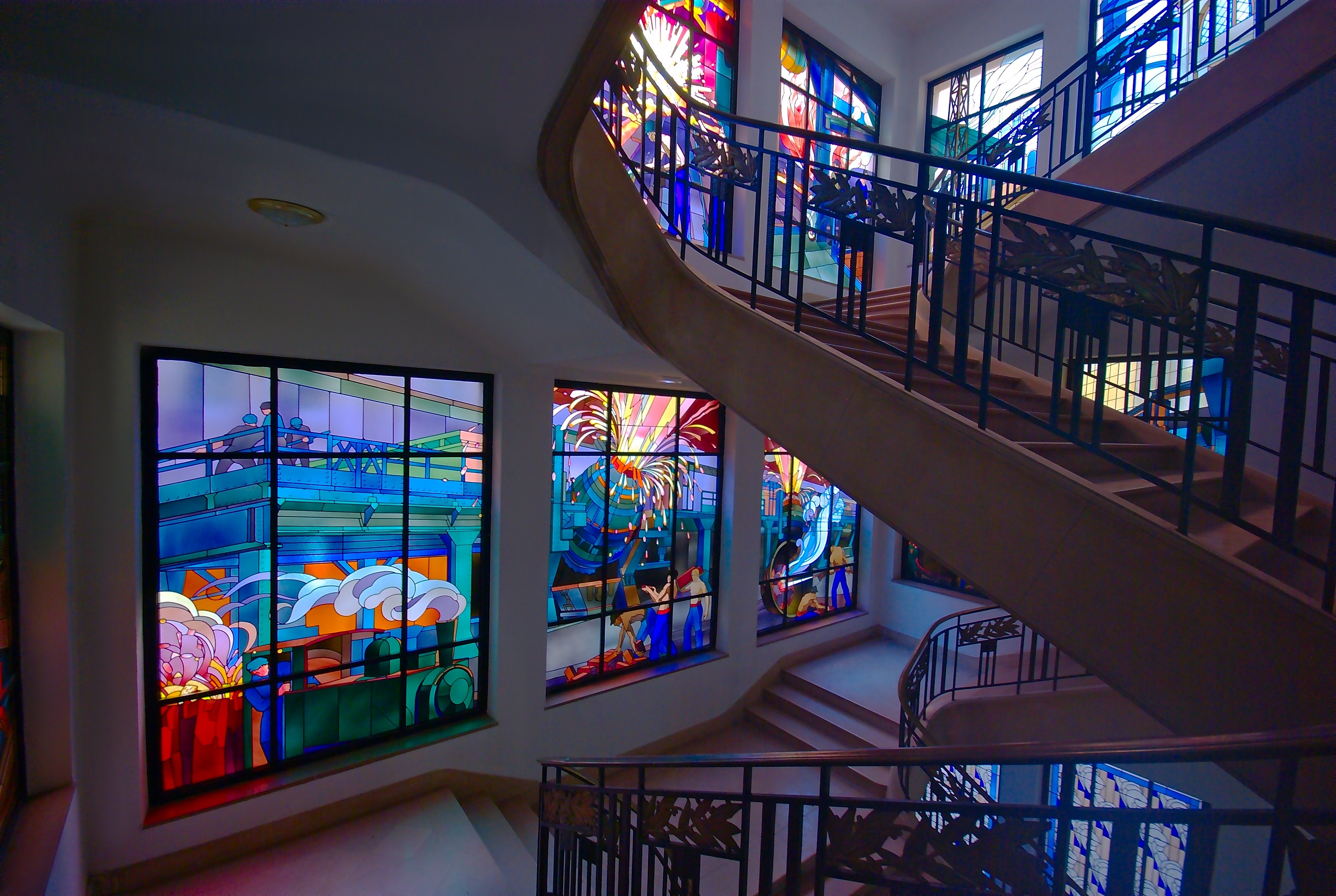
Escalier de l'entrée d'honneur des Grands Bureaux des Aciéries à Longwy-Longlaville